# 柳家さん生
柳家 さん生（やなぎや さんしょう）は、落語家の名。過去に亭号が異なるが7人程さん生を名乗っている。
- 三遊亭さん生 - 後∶四代目橘家圓蔵
- 三遊亭さん生 - 後∶三遊亭ぽん太
- 三遊亭さん生 - 後∶三遊亭圓兵衛
- 三遊亭さん生 - 最初春風亭杉枝を名乗り、後に二代目三遊亭小圓朝の門人で三遊亭金遊を経て四代目三遊亭圓生の門人でさん生となった人物がいる。
- 翁家さん生 - 後∶八代目桂文楽
- 翁家さん生 - 後∶八代目三笑亭可楽
- 三遊亭さん生 - 後∶川柳川柳
- 柳家さん生 - 当代

柳家 さん生（やなぎや さんしょう、1957年3月7日 - ）は、落語家。富山県富山市出身。本名∶杉江 正嗣。落語協会所属。出囃子は『多摩川「晒しの合方」』。紋は『剣片喰』。

## 経歴
1957年、富山県富山市西町の歯医者の家に生まれる。1975年、富山県立富山東高等学校を卒業する。
1977年、日本大学藝術学部を中退し、10月に五代目柳家小さん門下の三代目柳家小満んに入門する。前座名は小勇。
1982年に柳家はん治、川流亭かっぱと共に二ツ目に昇進。　
1993年、真打に昇進し、さん生に改名する。

## 人物
趣味∶自転車（ロードレーサー）、お酒、音楽、映画鑑賞、俳句など。

## 芸歴
- 1977年10月∶三代目柳家小満んに入門。前座名は小勇。
- 1982年3月∶二ツ目昇進。
- 1993年9月∶真打昇進、さん生に改名。

## 一門弟子
- 柳家わさび

## 出演

### テレビバラエティ
- チューリップマガジン（チューリップテレビ）
- 落語とコントDE二重笑（チューリップテレビ）
- あっ、富山だッ!（富山テレビ放送）
- 富山物語（富山テレビ放送）
- 相本・鍋田のスーパーサタデー（北日本放送）

### テレビドラマ
- 君が人生の時（TBS系列）
- 古畑任三郎 若旦那の犯罪（フジテレビ系列、1999年4月13日） - 気楽家墜落

### ラジオ
- サンサンミュージック（北日本放送）
- おはなしでてこい（NHKラジオ第2放送）

### インターネット
- お台場寄席DOUGA（フジテレビ無料動画サイト「見参楽」）

### CM
- アラミック
- 大関
- 日清食品
- 日本モンサント、ラウンドアップ